# Kristaps Janičenoks
Kristaps Janičenoks, né le 14 mars 1983, à Riga, en République socialiste soviétique de Lettonie, est un joueur letton de basket-ball. Il évolue au poste d'arrière. 

## Biographie
En novembre 2014, Janičenoks rejoint le BK Ventspils.

## Palmarès
- Champion de Lettonie : 2011, 2012, 2013